# Langues iraniennes occidentales
Les langues iraniennes occidentales ou langues iraniques occidentales sont une branche des langues iraniennes, attestées depuis l'époque du vieux perse (6e siècle av. J.-C.) et du médique.

## Langues

La branche traditionnelle nord-ouest est une convention pour les langues non sud-ouest, plutôt qu'un groupe génétique. Les langues sont les suivantes,

### Période de l'ancien iranien
Nord-ouest : médique†, etc.
Sud-ouest : vieux perse†, etc.

### Période de l'iranien moyen
Nord-ouest : parthe†, etc.
Sud-ouest : moyen perse†, etc

### Période moderne (néo-iranien)
Iranien nord-occidental
- - Caspiennes
    - Gilaki (incl. Rudbari)
    - Mazandarani (incl. Tabari, Shahmirzadi)
    - Gorgani†
    - Daylami†

  - Semnani
    - Semnani
    - Sangisari
    - Lasgerdi-Sorkhei (incl. Aftari)

  - Adharic (Azari)
    - vieux adhari†
      - Tatic
        - Talysh (nord-central)
        - Gozarkhani (Alamuti)
        - Nord : Harzandi, Karingani (Kalasuri, Khoynarudi)
        - Kho'ini
        - Sud
          - Alviri-Vidari (Alviri, Vidari)
          - Ashtiani (Amora’i, Kahaki, Tafreshi), Vafsi
          - Razajerdi, Eshtehardi, Takestani (Ramandi, Kharaqani)

      - Central
        - Khalkhalic: Kajali, Koresh-e Rostam (Karani), Shahrudi (incl. talysh méridional)
        - Maraghei
        - Upper Taromi, Kabatei

  - Kurdic (selon Anonby)[4]
    - Kurde
      - kurde septentrional (Kurmanji)
      - kurde central (Sorani)
      - kurde méridional (incl. Laki et Kurdali)

    - Zaza-Gorani
      - Zazaki
      - Gorani (incl. Hawrami, Sarli, Shabaki, Bajalani)

  - Baloutchi (incl. Koroshi)
  - Khuri (Kavir)
- Plateau central[5]
  - Sivandi
  - judéo-hamadani, judéo-borujerdi
  - NO = Khunsari (judéo-khunsari, judéo-khomeini, Vanishani, Mahallati, Vanishani, judéo-golpaygani, etc.)
  - NE = Kashanic : Soi (incl. Abuzaydabadi), Natanzi
  - SO = Gazi (nombreux dialectes)
  - Sud-est : dari zoroastrien (zoroastrien yazdi, judéo-kermani), Nayini

Iranien sud-occidental
- - Bashkardi (bashkardi méridional)
  - Garmsiri (bashkardi septentrional, bandari, minabi/minowi–hormozi : Hormozgan)[6]
  - Kumzari
  - Achomi (Larestani)
  - Tat du Caucase (tat sud-occidental) : Tat, judéo-tat
  - Persan (dialectes : persan iranien & judéo-persan, dari (incl. madaglashti), tadjik & judéo-bukharique, hazaragi, aimaq, sistani, persan pahlavani†)
  - Perside
    - Shushtari–Dezfuli
    - Luri (incl. Bakhtiari)
    - Kuhmareyi (incl. Davani)
    - (voir aussi dialectes persides du Khuzestan)

  - Fars (nombreux dialectes du SO du Fars : heshnizi, gavbandi, dashtini, kangani, jami, bardesuni (bardestani), khenesiri, bordekhuni, dashtiyati (dashti), tangesiri (incl. delvari), khormuji, khayizi, ahrami, bushehri, bandar rig (fars de bandar rig), genaveyi, daylami (liravi)†, dashtesuni (dashtestani), judéo-shirazi, etc.)

Il existe également une langue batu'i récemment décrite, et non encore classée, qui est vraisemblablement une langue iranienne occidentale. La langue éteinte deilami est parfois classée dans la branche caspienne.
Une langue iranienne khalaj a été revendiquée, mais n'existe pas ; les Khalaj parlent une langue turque.
Beaucoup des langues et dialectes parlés dans les provinces de Markazi et d'Ispahan sont remplacés par le persan chez les jeunes générations.
Il est à noter que les langues caspiennes (incl. Adharic), les dialectes centraux et les langues zaza-gorani sont probablement issues d'une forme tardive de médique avec des quantités variées de substrat parthe, tandis que les langues semnani proviendraient probablement du parthe.